# Пођоло (Пистоја)
Пођоло је насеље у Италији у округу Пистоја, региону Тоскана.
Према процени из 2011. у насељу је живело 46 становника. Насеље се налази на надморској висини од 82 м.